# Brödraskapet (kriminell organisation)
Brödraskapet är en organisation som bildades den 27 maj 1995 av intagna på kriminalvårdsanstalten Kumla. Polisen i Sverige anser att Brödraskapet uppfyller EU:s kriterier för organiserad brottslighet.

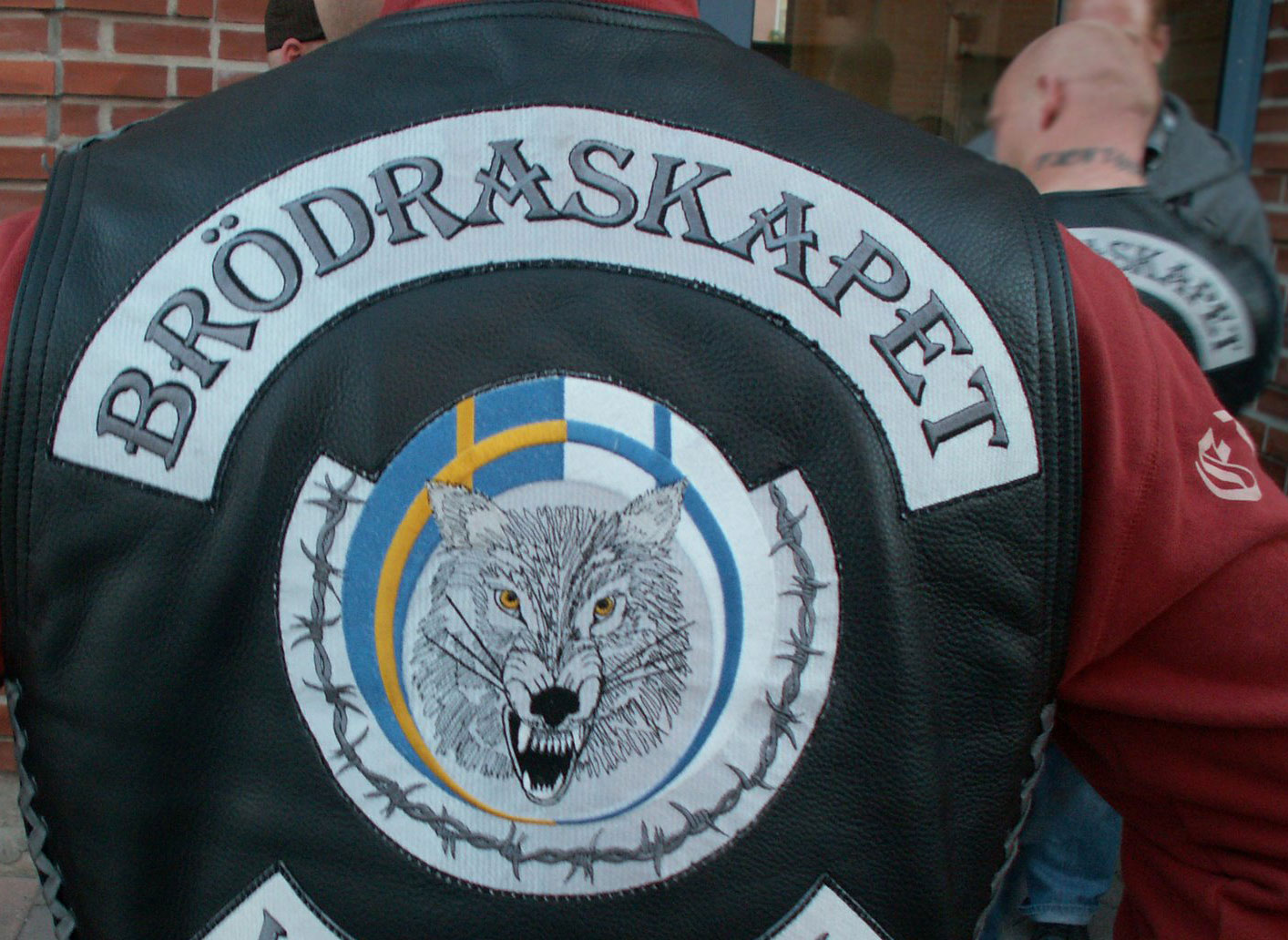
Brödraskapets emblem.

## Bildandet av Brödraskapet
År 1993 avskaffades halvtidsfrigivningen inom kriminalvården och strängare regler infördes för permissioner och annat som berörde de intagnas vardag. En del av de värsta fångarna försökte sätta sig upp mot det nya systemet, vilket ledde till ökat antal konfrontationer mellan personal och intagna. Bland annat utbröt svåra oroligheter på Tidaholmsanstalten sommaren 1994 och delar av anstalten brändes ner av fångarna. En del av ledarna för upploppet på Tidaholm återfanns senare bland de första Brödraskapet-medlemmarna. 
Kriminalvårdens svar på de intagnas agerande blev långa isoleringstider, omplaceringar och senarelagda frigivningar. Vid årsskiftet 1994/95 började en grupp av mycket svårhanterliga fångar på Kumlafängelset organisera sig och på våren 1995 bildade de Sveriges första fängelsegäng, ”Brödraskapet” (BSK). En av initiativtagarna och organisationens förste ledare var Daniel Fitzpatrick, dömd till åtta års fängelse för ett värdetransportrån i Stockholm 1992. Han var även misstänkt för mord på en polisman i samband med ett rån i Högdalen samma år. BSK rekryterade några av den tidens värsta och mest kända kriminella individer. Medlemmarna var dömda för grova rån, grova narkotikabrott, mord, dråp, mordförsök på poliser med mera. Kraven för medlemmarna var bland annat att de skulle sitta på någon av de stora riksanstalterna och vägra att lämna urinprov eller delta i behandlingsprogram. De var också tvungna att visa papper på att de inte hade tjallat.
Kriminalvården isolerade och förflyttade BSK-medlemmarna, men effekten av detta blev i stället att organisationen spreds till andra anstalter. Under åren 1996–97 beräknas BSK ha haft 80–90 intagna i sin organisation och utövade ett starkt inflytande på såväl andra intagna som personal. Enligt polisen och kriminalvården var BSK-medlemmarna mycket brottsaktiva på fängelserna, främst med narkotika- och våldsbrott. Flera mord på anstalterna Kumla och Tidaholm under 1990-talet tillskrivs också BSK.

## Brödraskapet MC och Wolfpack
I slutet av 1995 slog sig frigivna BSK:are ihop med den kriminella MC-klubben ASA MC i Stockholm och bildade den första BSK-avdelningen utanför fängelsemurarna. Avdelningen organiserades som ett kriminellt mc-gäng och hade sin bas i Länna i södra Stockholm. Brödraskapets mc-avdelning (BSK MC) hade cirka 15–20 medlemmar och höll en hög profil i Stockholms undre värld åren 1995–98.
BSK MC rekryterade även personer som inte hade suttit i fängelse. Tillägget "Wolfpack" började därför användas av BSK-medlemmarna på de stora anstalterna, för att markera en statusskillnad. Under åren 1996–1998 greps och dömdes flera medlemmar i Brödraskapet i Stockholm för utpressning, vapenbrott, människorov med mera. Danny Fitzpatrick frigavs från Hallfängelset i januari 1998. Vid en fest som hölls i samband med frigivningen blev en person skjuten i benet och en annan person fick ett yxhugg i huvudet.

### Presidenten dödad
Danny Fitzpatrick sköts till döds i sin bil den 18 juni 1998. Orsaken har aldrig kunnat klargöras. Två personer med koppling till ett annat kriminellt gäng dömdes senare för medhjälp till mordet. Brödraskapets mc-avdelning upplöstes kort därefter. Inne på fängelserna fortsatte dock gängets verksamhet som vanligt. En ny president valdes och under hösten 1998 inleddes uppbyggnaden av nya avdelningar på utsidan (i Göteborg och Västerås), men nu utan någon mc-inriktning. Den nya presidenten hade ett förflutet i skinheadskretsar, dock såvitt känt utan någon tidigare organisationstillhörighet. Han rekryterade en del andra före detta skinheads till hangaroundavdelningen i Västerås. Någon politisk agenda finns dock inte i organisationen. Ett flertal medlemmar har invandrarbakgrund och den gemensamma nämnaren är medlemmarnas kriminella livsstil. 
Men BSK:s andra president blev inte långvarig på sin post. Han fängslades i slutet av 1999 och lämnade BSK i augusti 2000. Han efterträddes av en annan tungt belastad medlem från Göteborg som tillhört organisationen sedan starten 1995. Denne ledde Brödraskapet under åren 2000–2002 och var sedan president för Göteborgsavdelningen fram till 2006. 
BSK rekryterade många tungt kriminella i Göteborgstrakten under åren 1999–2000 och etablerade ett starkt fäste på västkusten. På våren 2001 uppstod en intern konflikt inom gänget. En nyligen frigiven medlem i Västeråsavdelningen försvann i början av sommaren och polisen trodde att han hade mördats. Vid ett möte i juli 2001 uteslöts den dåvarande vice presidenten i Göteborg samt två andra fullvärdiga medlemmar. Två av dessa försvann i slutet av augusti och hittades våren 2002 mördade och nedgrävda i ett grustag. I september 2001 uteslöts också ett tiotal hangarounds och prospects ur Göteborgsavdelningen, troligtvis för att de hade valt ”fel” sida i konflikten.

### Brödraskapet expanderade
År 2002 expanderade BSK sin organisation på utsidan och bildade nya avdelningar i Helsingborg och Kristianstad. Man bildade även en supportorganisation kallad BSK Support. Supportgäng organiserades i Göteborg, Västerås, Helsingborg, Kristianstad, Uddevalla och Katrineholm. Även inne på fängelserna började man rekrytera till supportorganisationen. 
Polisen uppskattar att ett 60–70-tal personer tillhörde gänget 2002–2003. Cirka två tredjedelar av gänget befann sig vid denna tid utanför murarna, vilket sågs som ovanligt.
I slutet av 2002 bildades en avdelning med beteckningen ”National”. Denna avdelning ansågs ha ett nationellt ansvar och vara beslutsfattande i övergripande frågor. En medlem från Västerås valdes till Nationals president. En medlem från Helsingborg utsågs till Nationals vice president och en medlem från Göteborg blev så kallad Sergeant at arms. År 2003 var organisationen högaktiv i Göteborg och Skåne. Trots det var det endast ett fåtal medlemmar som satt fängslade under detta år. 
Men detta skulle snart förändras. Polisen i Västra Götalands län började arbeta allt hårdare mot gänget och under 2004 häktades och dömdes ett 20-tal BSK:are från hela landet i olika mål rörande grova narkotikabrott, grov misshandel, olaga frihetsberövande med mera. Av Göteborgsavdelningen fanns endast en handfull personer kvar på utsidan hösten 2004. I efterhand kan man dock se att organisationen trots detta inte påverkades så mycket som man hade förväntat sig.
Gängets brottsaktiviteter på utsidan minskade ett tag, men rekryteringen fortsatte och ökade de följande åren på grund av det ökade antalet medlemmar inne på fängelserna. Brödraskapet är i grunden ett fängelsegäng och medlemmarna anpassar sig snabbt när det gäller att omorganisera eller nyorganisera.
Under 2005 låg Brödraskapet i fejd med ett annat kriminellt gäng och grupperingarna begick flera våldshandlingar mot varandra, framför allt inne på fängelserna. BSK tycktes återta en del av sitt inflytande på anstalterna under denna period, medan verksamheten på utsidan delvis avstannade på grund av att flera tongivande BSK:are avtjänade fängelsestraff. Polisen noterade att organisationen, trots det stora manfallet på utsidan, fortsatte att driva sina klubbhus i Göteborg och Uddevalla som vanligt.

### Interna konflikter
I slutet av 2005 uppstod ännu en intern konflikt i organisationen och detta fick till följd att vice presidenten för National uteslöts och Helsingborgsavdelningen upplöstes. Under 2006 frigavs flera BSK-medlemmar och organisationens kriminella aktiviteter på västkusten och i Skåne tilltog igen. 
Två BSK:are misshandlade en annan kriminell man i Göteborg så svårt att denne blev blind på ett öga. I Kristianstad fick en supporter ett öra avskuret i vad som tros ha varit en intern uppgörelse. Flera av medlemmarna dömdes för bland annat utpressning, grov misshandel och rån under året. En BSK-medlem från Kristianstad sköts till döds i en bil i Malmö. Utredningen visade att det troligtvis var fråga om ett vådaskott, och en bekant till BSK-medlemmen dömdes sedermera till ett kortare fängelsestraff.
Enligt ett protokoll från BSK:s årsmöte i september 2006 beslöts att presidenten skulle avgå och att alla så kallade officerstitlar som president, vice president etcetera skulle avskaffas. Hur organisationens ledning ser ut i dag är okänt.

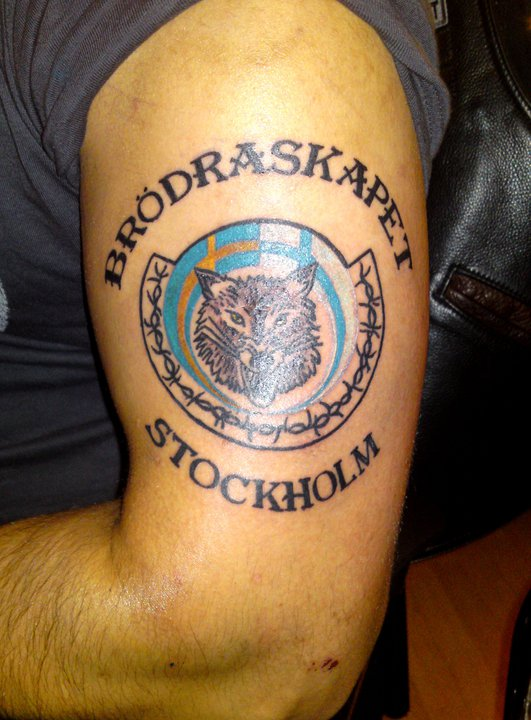
Brödraskapet Stockholm.

### Mord i Brödraskapets lokaler
År 2007 inleddes med att en före detta medlem från ett annat kriminellt gäng mördades under en fest i Brödraskapets lokal i Göteborg. Orsaken tros vara att den mördade sagt något negativt om en BSK-medlems tatuering. Flera medlemmar och supportrar häktades. Så småningom blev en medlem och en supporter dömda för inblandning i mordet. Under sommaren och hösten frigavs ett flertal medlemmar från olika anstalter och gängets aktiviteter ökade återigen i Skåne och Göteborgstrakten. 

### Status 2007 till 2009
Flera medlemmar häktades och dömdes för grova brott under sommaren och hösten 2007. Bland annat dömdes den före detta Göteborgspresidenten till ett längre fängelsestraff för grovt narkotikabrott.
Brödraskapet hade, år 2009, ordinarie sektioner i Göteborg, Västerås och Kristianstad. Det fanns i Västsverige stödtrupper i Uddevalla och ett mindre antal supportrar också i Borås. 
Flera ledande medlemmar avtjänade långa fängelsestraff och organisationens status ansågs växa på landets anstalter. Polisen betecknade organisationens verksamhet som multikriminell och medlemmarna ansågs vara extremt våldsbenägna. Kriminalvården och polisen arbetade mycket aktivt mot organisationen.